# Hyblaea
Genre
Hyblaea est un genre de lépidoptères de la famille des Hyblaeidae.

## Description
La tête est très petite. Les pédipalpes se projettent horizontalement devant le visage et forment un rostre. Les antennes sont finement ciliées chez le mâle. Le thorax et l'abdomen ont des écailles régulières. Le tibia a de longs poils et pas d'éperons. Les ailes antérieures ont une cellule costale ouverte, arquée près de la base, avec une marge interne lobée. Les 6 à 9 veines partent d'un angle proche de la cellule. Les ailes postérieures ont une cellule ouverte. La huitième veine forme une anastomose avec la septième veine jusqu'au milieu de la cellule.

## Répartition
Hyblaea se trouve dans les zones tropicale et subtropicale, au nord de la Chine et au Japon.

## Espèces
- Hyblaea amboinae
- Hyblaea asava
- Hyblaea aterrima
- Hyblaea bohemani
- Hyblaea canisigna
- Hyblaea castanea
- Hyblaea catocaloides
- Hyblaea constellata
- Hyblaea dilatata
- Hyblaea erycinoides
- Hyblaea esakii
- Hyblaea euryzona
- Hyblaea firmamentum
- Hyblaea flavifasciata
- Hyblaea flavipicta
- Hyblaea fontainei
- Hyblaea fortissima
- Hyblaea genuina
- Hyblaea hypocyanea
- Hyblaea ibidias
- Hyblaea inferna
- Hyblaea insulsa
- Hyblaea junctura
- Hyblaea madagascariensis
- Hyblaea occidentalium
- Hyblaea paulianii
- Hyblaea puera
- Hyblaea rosacea
- Hyblaea sanguinea
- Hyblaea saturata
- Hyblaea strigulata
- Hyblaea subcaerulea
- Hyblaea synaema
- Hyblaea tenebrionis
- Hyblaea tenuis
- Hyblaea tortricoides
- Hyblaea vasa
- Hyblaea xanthia